# Південна Велика рівнина
Південна Велика рівнина (угор. Dél Alföld) — статистичний (NUTS 2) регіон Угорщини. Належить до вищого регіону Велика рівнина та Північ (NUTS 1). Охоплює округи Бач-Кишкун, Бекеш та Чонґрад. Адміністративний центр — Сеґед.